# Lochmayer György
Lochmayer György (Budapest, 1934. március 22. – 2020. április 12. vagy előtte) magyar sportvezető, edző, testnevelő tanár.

## Élete
1956-ban a Testnevelési Főiskolán szerzett testnevelői tanári diplomát. 1963-ban ugyanitt torna-szakedzői diplomát is szerzett. 
1965 és 1975 között általános iskolai testnevelő tanárként dolgozott és a MAFC ügyvezető elnöke volt. 1975-től az Országos Testnevelési és Sport Hivatal (OTSH) munkatársa volt. 1976-tól a Versenysport Főosztályt vezette. A Magyar Olimpiai Bizottság tagja volt. 1980 és 1992 között az olimpiai felkészülési irányelvek kidolgozásáért felelt. 1976 és 1996 között öt olimpián vett részt. 1976-ban Montréalban, 1980-ban Moszkvában a magyar csapat vezetőhelyetteseként, 1988-ban Szöulban operatív irányító helyetteseként, 1992-ben Barcelonában és 1996-ban Atlantában a csapat vezetőjeként vett részt az olimpiai játékokon.

## Kötetei
- Testnevelési Tudományos Ülésszak. Budapest, 1971. jún. 10-11.; szerk. Lochmayer György; Műszaki Egyetem, Testnevelési Tanszék, Bp., 1971
- Tornász szakpróba; Ifjúsági, Bp., 1964 (Magyar Úttörők Szövetsége. Úttörő próbafüzet)
- Moszkva 1980; szerk. Ardai Aladár, Kahlich Endre, Lochmayer György; TIT, Bp., 1979

## Elismerései
- Magyar Egyetemi-Főiskolai Sportért Életműdíj (1994)
- MOB Érdemérem (2004)